# Amerikaanse populier
De Amerikaanse populier of Amerikaanse zwarte populier (Populus deltoides) is een populierensoort uit de sectie Aegiros (zwarte populieren). De Amerikaanse populier komt van nature voor in Noord-Amerika en is rond 1750 voor het eerst ingevoerd in Frankrijk. De boom wordt gemiddeld 70 tot 100 jaar oud, maar ze kunnen onder goede groeiomstandigheden 200 tot 400 jaar oud worden. De Amerikaanse populier komt van nature voor langs rivieren.

## Beschrijving
De boom kan 20–40 m groot worden met een stamdiameter tot 180 cm. De bast is zilverwit en glad of met kleine spleetjes, die op oudere leeftijd donkergrijs en diep gegroefd wordt.

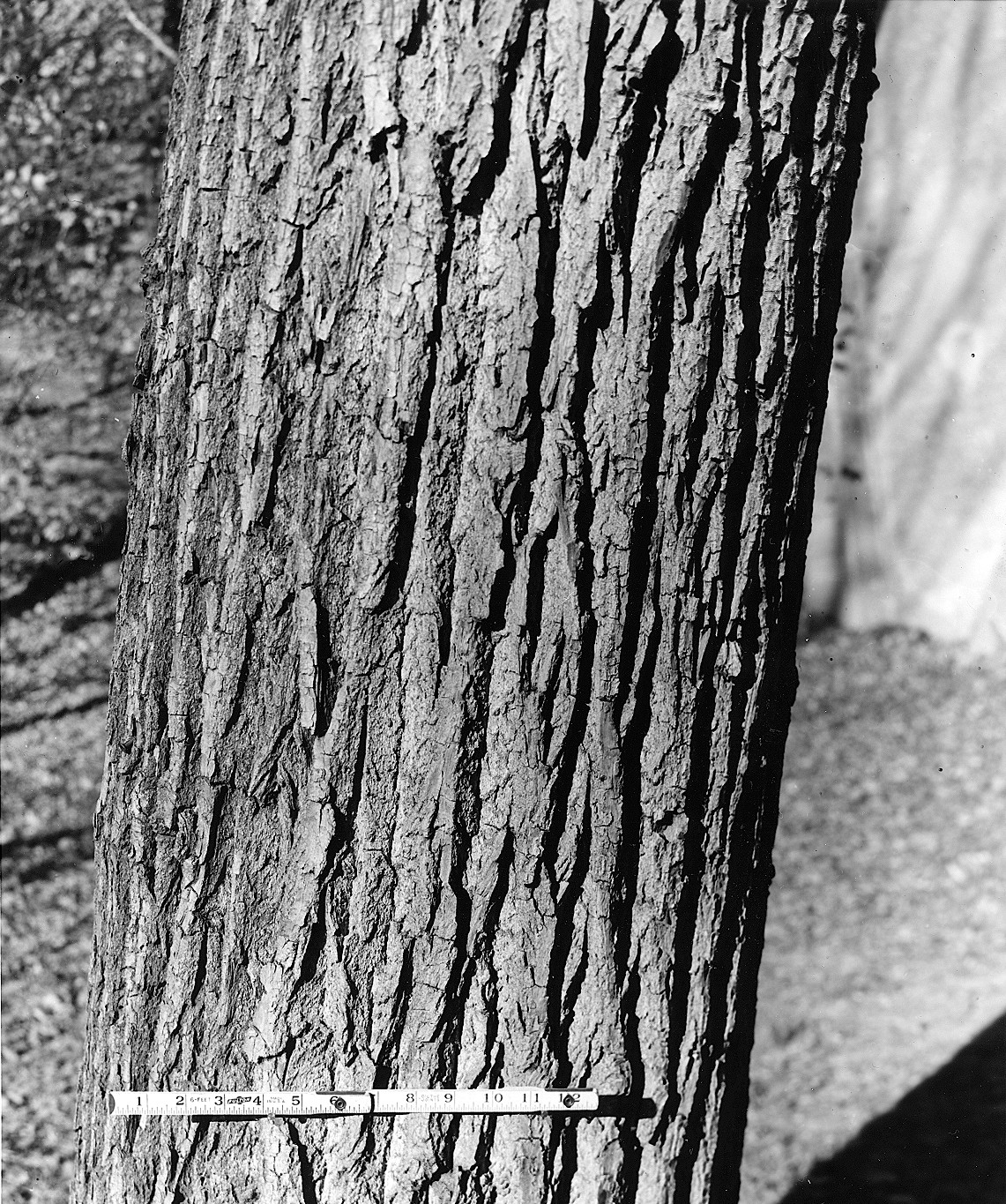
Bast
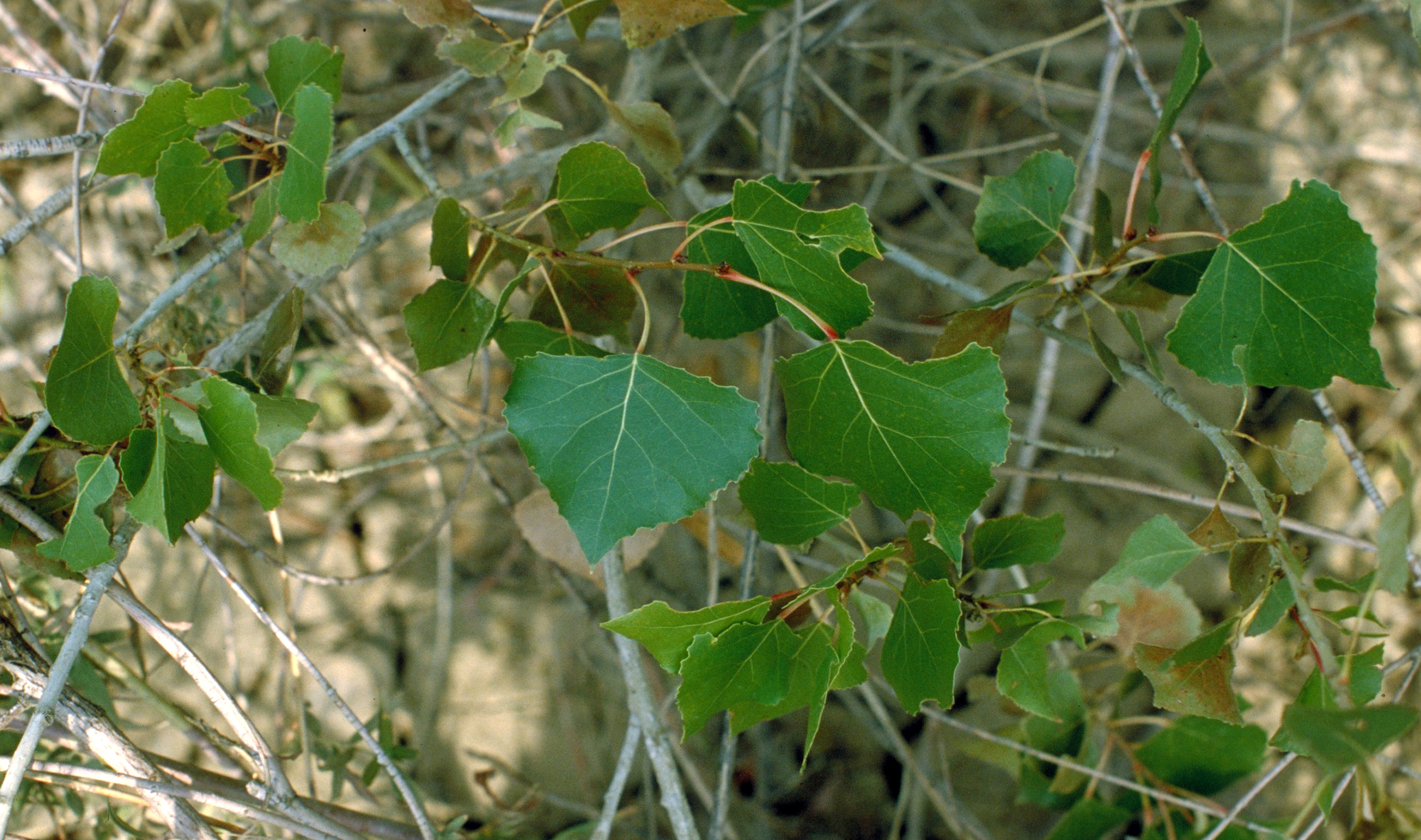
Bladeren van subsp. monilifera
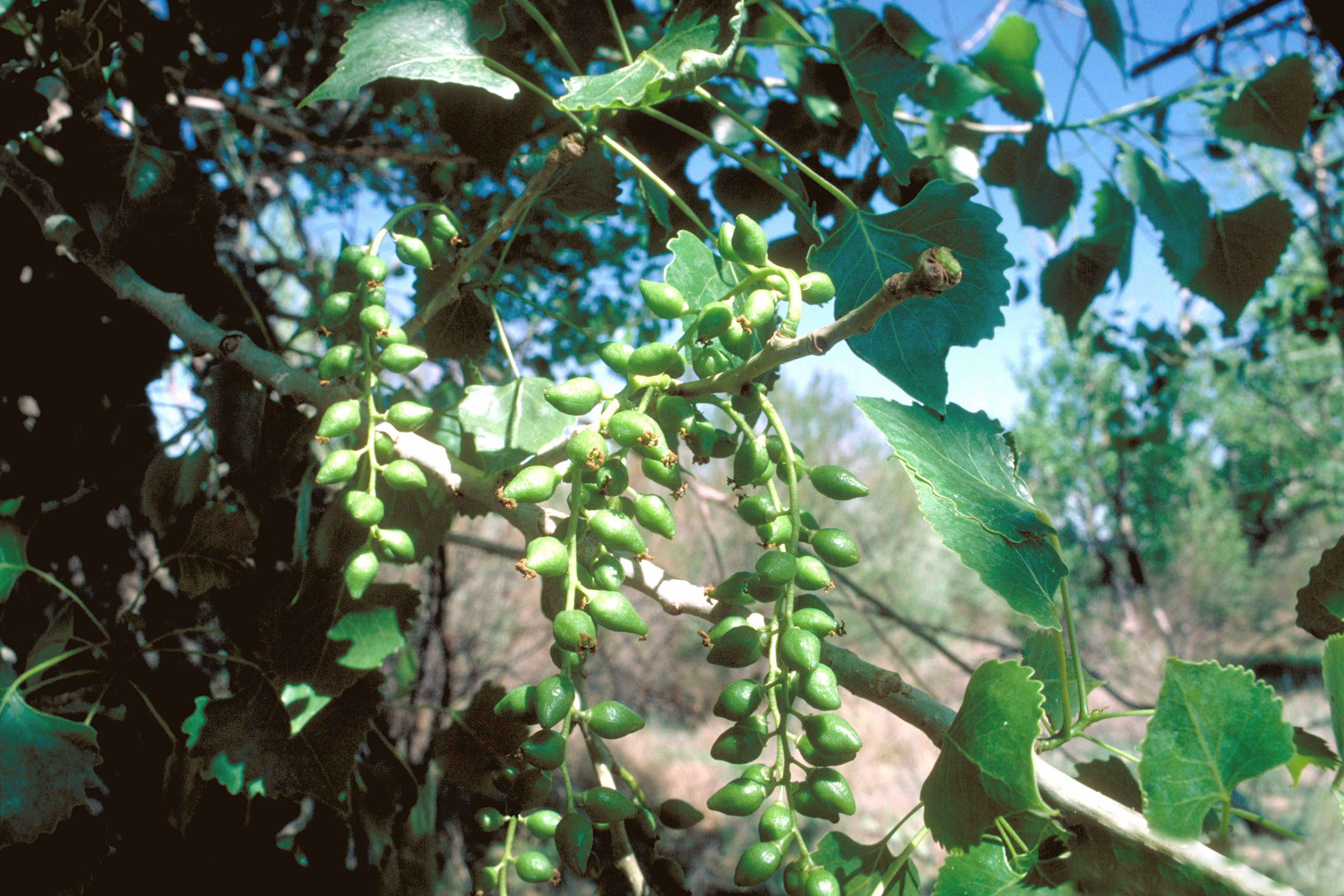
Vrouwelijke katjes
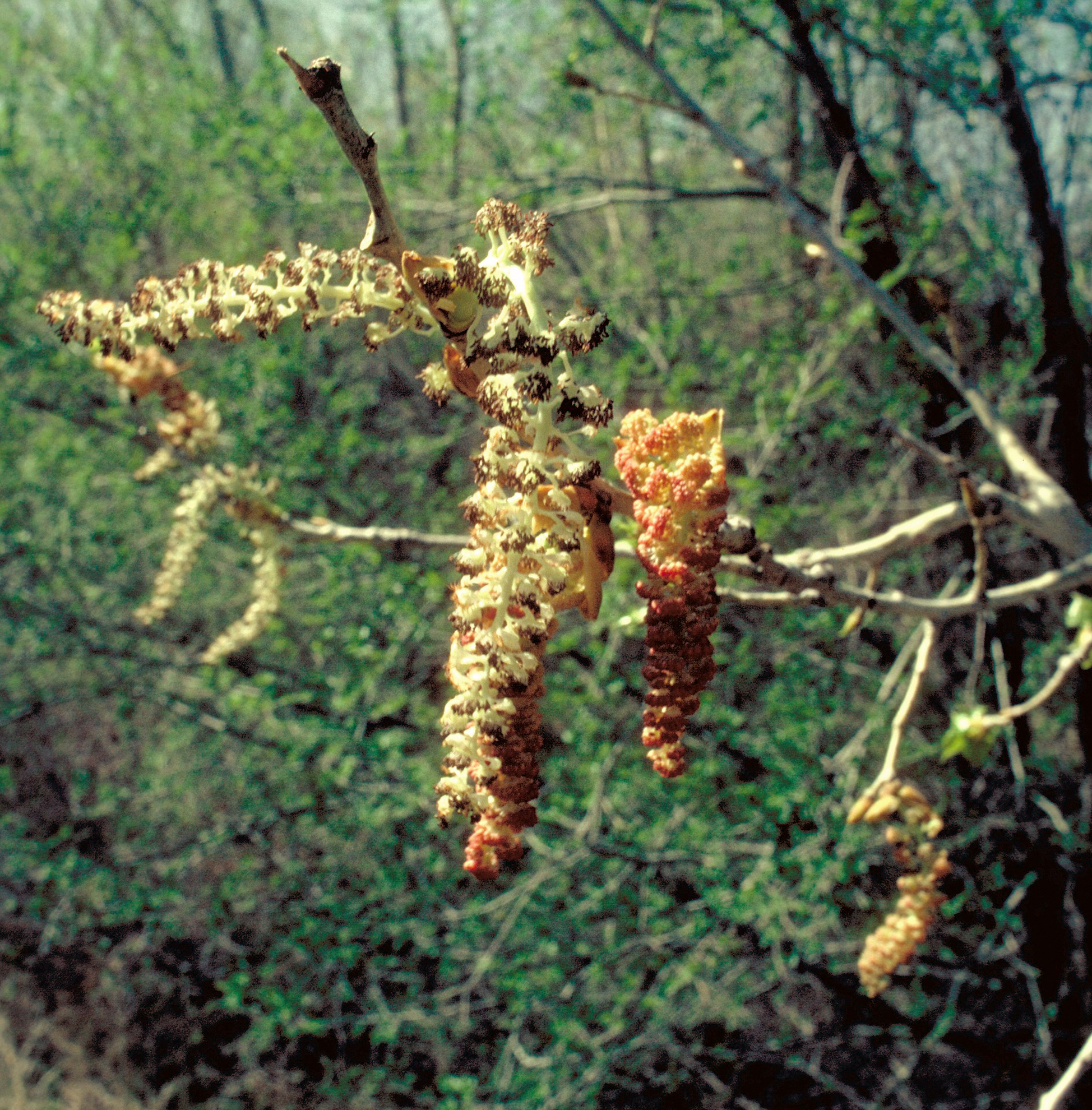
Mannelijke katjes

De ronde of iets hoekige twijgen zijn grijsachtig geel, hebben lijnvormige lenticellen en grote driehoekige bladlittekens. De winterknoppen zijn slank, puntig, 1–2 cm lang, geelbruin en harsachtig.
De 4–10 cm lange en 4–11 cm brede, driehoekige, vrij lang toegespitste bladeren hebben een 3–12 cm lange bladsteel. De bladsteel heeft aan de top twee kliertjes. De bladvoet is vlak of zwak hartvormig. De bladrand is blijvend, dicht gewimperd dit in tegenstelling tot de Canadese populier. De donkergroene, glimmende bladeren verkleuren in de herfst geel.

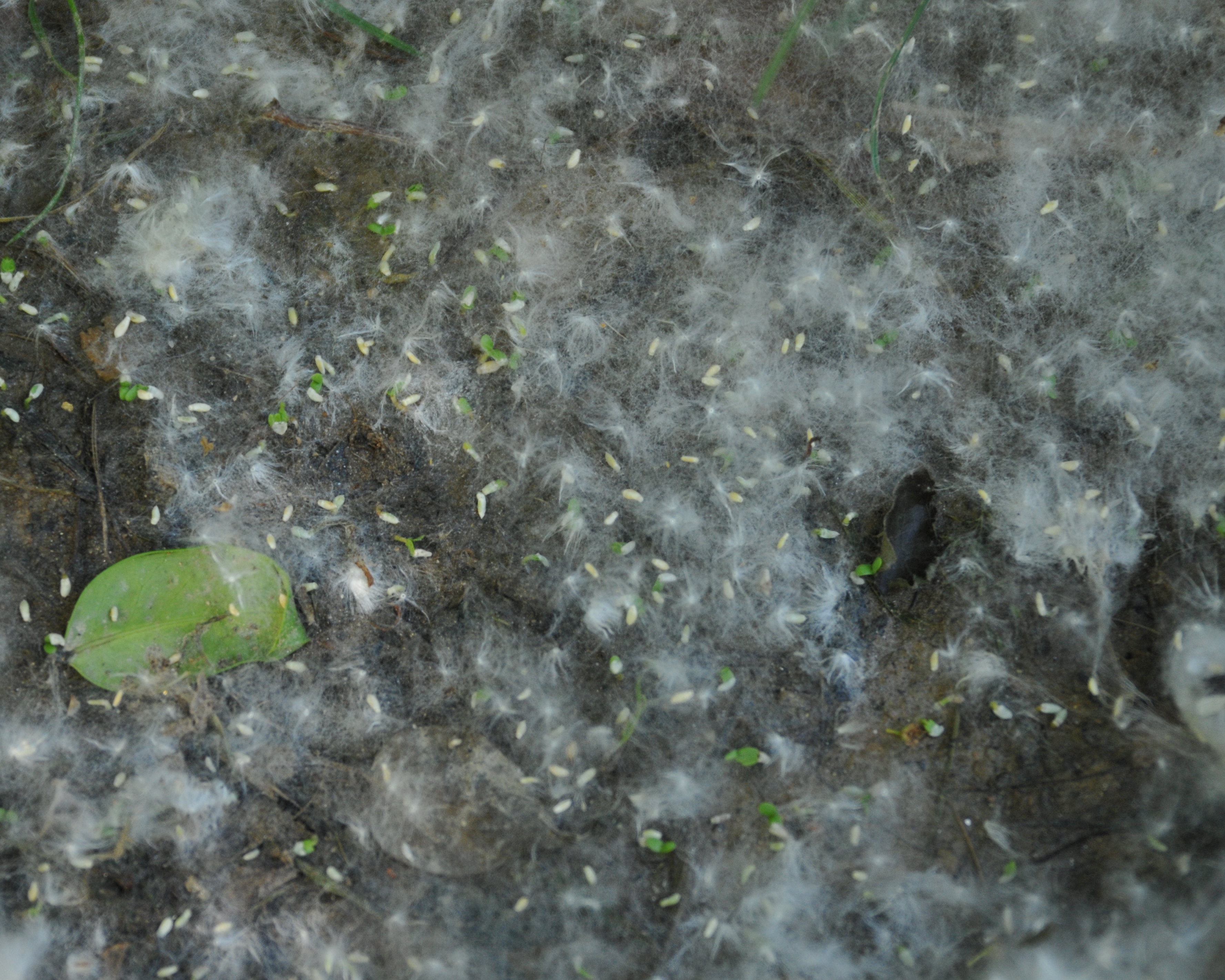
Zaden met vruchtpluis
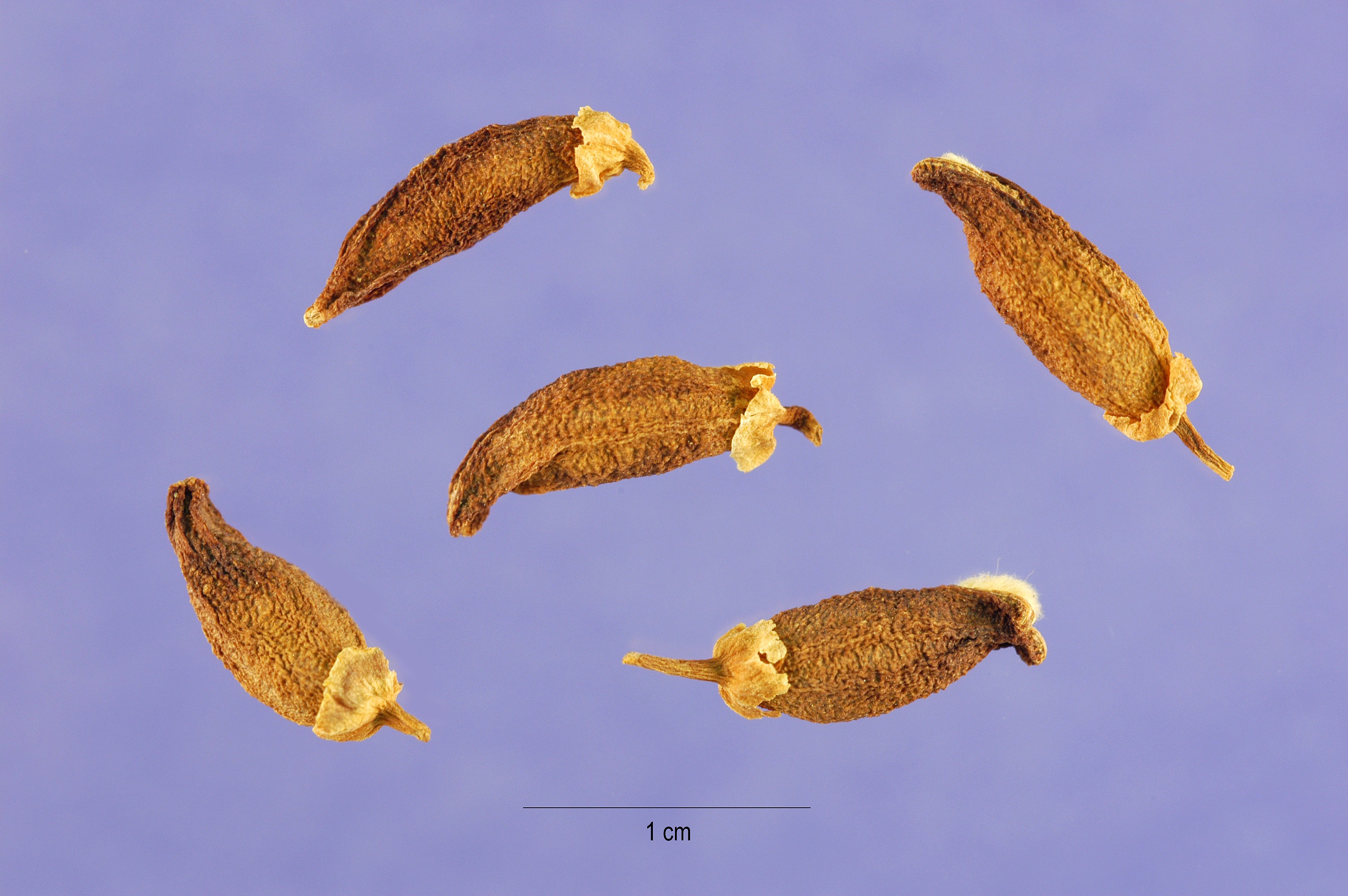
Zaaddozen
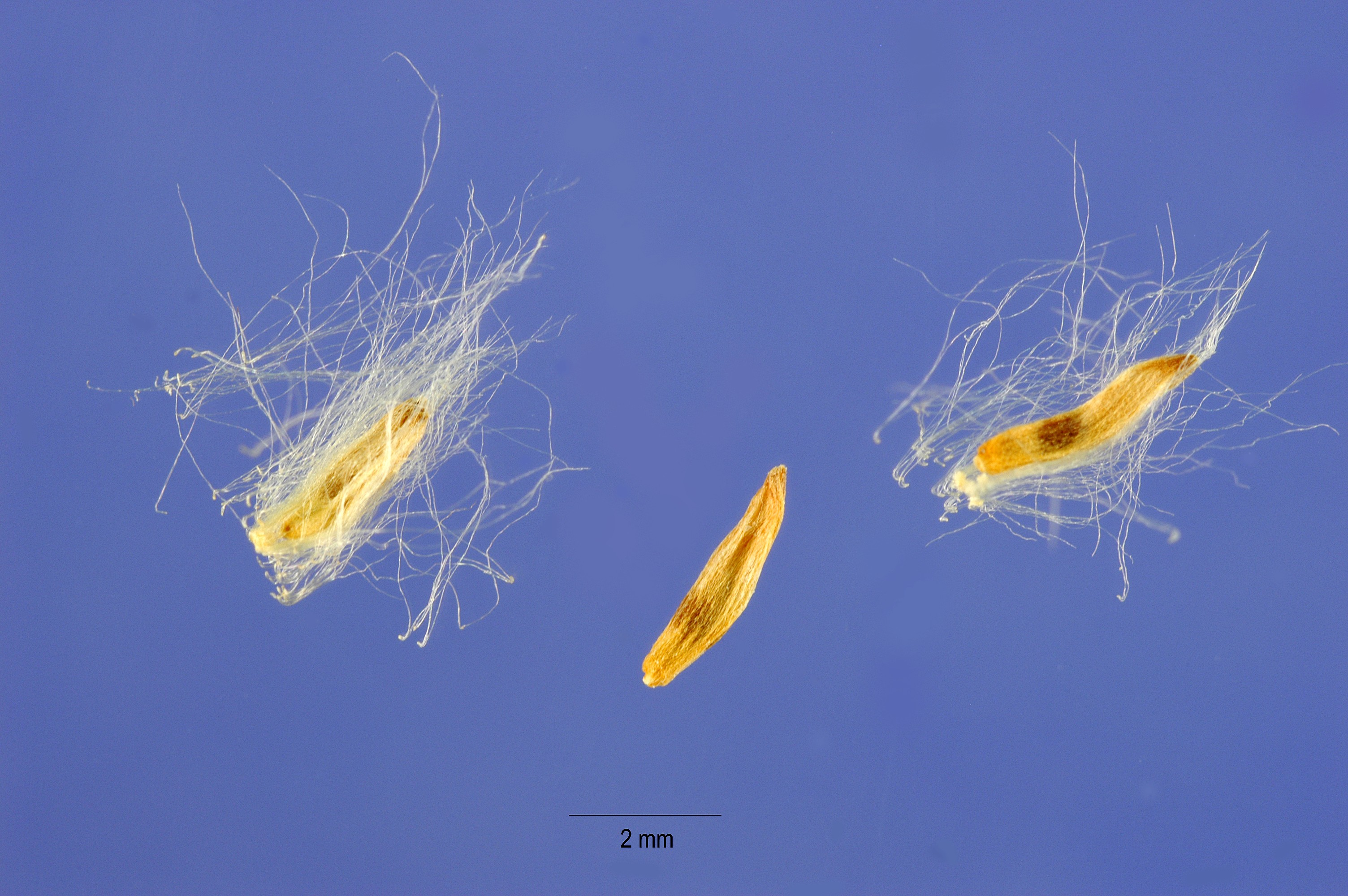
Zaden met vruchtpluis

De Amerikaanse populier is tweehuizig (er zijn aparte mannelijke en vrouwelijke bomen). De bloeiwijze is een hangend katje dat meestal voor het uitlopen van het blad verschijnt. De 8–10 cm lange, mannelijke bloemkatten hebben (30)40-80 roodpaarse meeldraden. Ze vallen spoedig af na het loslaten van het stuifmeel, dat vervolgens door de wind wordt verspreid. (windbestuiving).
De vrouwelijke, groene, op moment van bestuiving 7–13 cm, later 15–20 cm lange katjes blijven na de bestuiving tot in mei en juni hangen. Dan springt de 6–15 mm lange, 3-4 kleppige doosvrucht open en komt het 3 × 1 mm grote zaad vrij. Het is omgeven door donzig pluis en voert ver op de wind mee. Sommige bomen produceren zoveel pluis dat het lijkt of het sneeuwt. Mensen kunnen voor dit pluis allergisch zijn. Lang niet alle pluis bevat een zaadje. Het zaad kiemt alleen op kale grond en voor verdere groei heeft de boom volle zon nodig. Een boom wordt vruchtdragend na 5-10 jaar.

## Ondersoorten
Er worden de volgende drie ondersoorten onderscheiden:
- Populus deltoides subsp. deltoides.
  - Eastern Cottonwood. In zuidoost Canada (het zuiden van Ontario en Quebec), het oosten van de Verenigde Staten (westelijk van North Dakota tot Texas).
- Populus deltoides subsp. monilifera (Aiton) Eckenw.
  - Plains Cottonwood (synoniem: P. deltoides var. occidentalis Rydb.; P. sargentii Dode). In zuidelijk centraal Canada, in het zuiden van Alberta, Saskatchewan en Manitoba, en vanaf het midden van de Verenigde Staten tot het noorden van New Mexico en Texas.
- Populus deltoides subsp. wislizeni (S.Watson) Eckenw.
  - Rio Grande Cottonwood (synoniem: P. wislizeni (S.Watson) Sarg.; P. fremontii var. wislizeni S.Watson). In zuidelijk Colorado van Texas tot noordoost Mexico (Chihuahua, San Luis Potosi) en naar het westen tot Arizona.

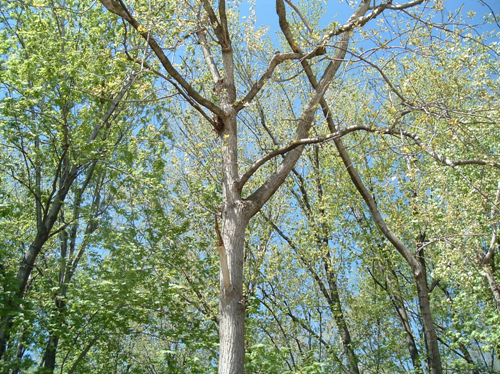
Populus deltoides subsp. deltoides
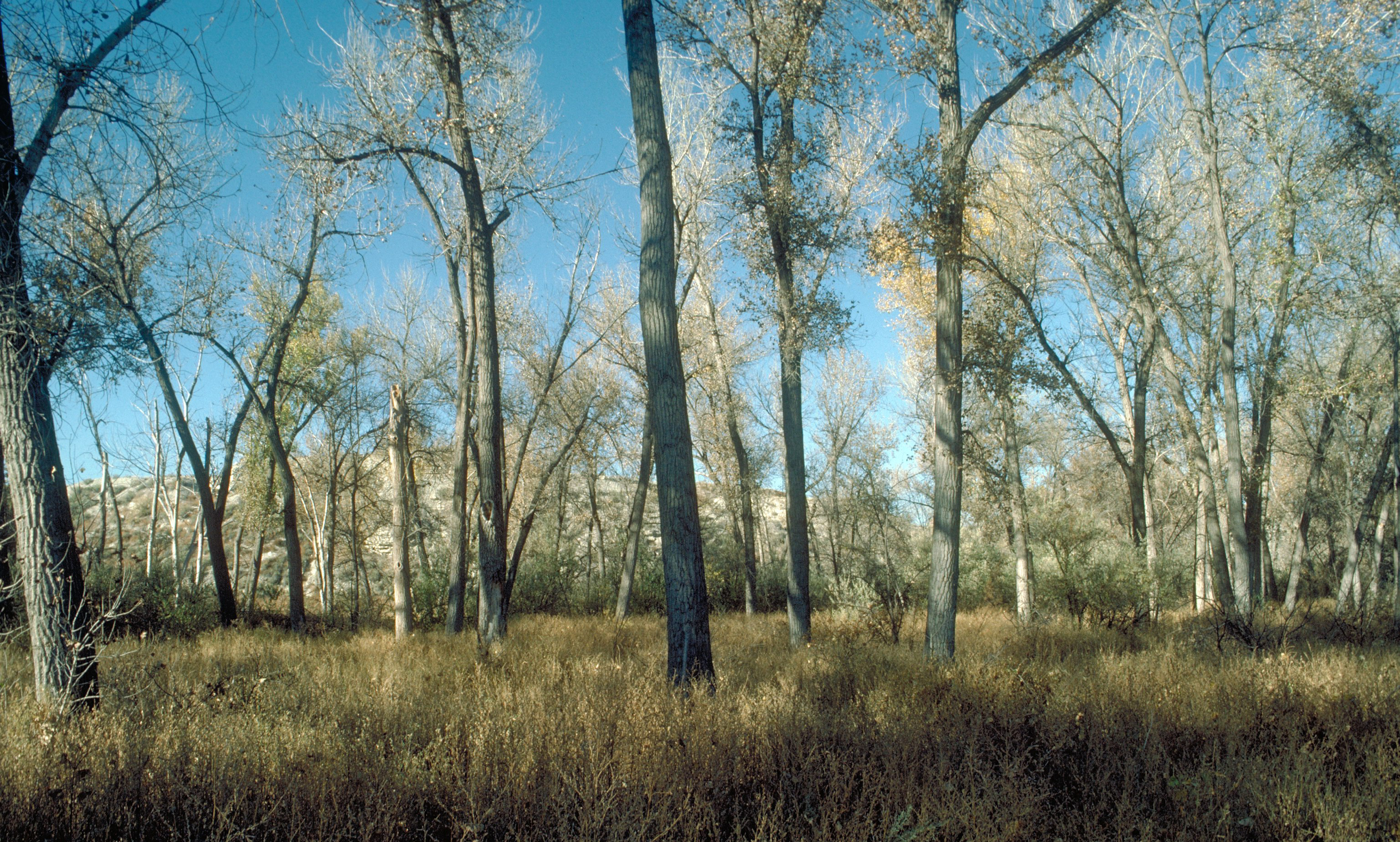
Populus deltoides subsp. monilifera

## Balmvile tree
De oudste Amerikaanse populierenboom in de Verenigde Staten was lange tijd de Balmville Tree. Het verhaal gaat dat deze boom groeide uit de wandelstok die George Washington plantte toen hij met de Continental Army bivakkeerde nabij Newburgh gedurende laatste jaren van de Amerikaanse Onafhankelijkheidsoorlog. Boormonsters uit de stam gaven echter aan dat de boom uit 1699 kwam, ruim voor de Amerikaanse onafhankelijkheid. Franklin Roosevelt bezocht de boom regelmatig.
Halverwege de twintgste eeuw begon de boom te lijden onder de gevolgen van zijn hoge leeftijd en vandalisme. In de jaren 70 adviseerden boomverzorgers om de boom te verwijderen vanwege de verkeersveiligheid. De gemeenschapsgroepen onder leiding van Richard Severo, wiens huis tegenover de boom stond, slaagden erin dit tegen te houden, onder verwijzing naar de historische waarde ervan.
Op 5 augustus 2015 werd de boom uiteindelijk toch gekapt en verwijderd door het New York State Department of Environmental Protection, vanwege het veiligheidsrisico. Gedurende enkele weken voorafgaand aan de verwijdering waren de omliggende wegen afgesloten voor verkeer vanwege de snelle achteruitgang van de boom, inclusief het gevaar van vallende takken. Bewoners protesteerden niet, maar betreurden het einde van de boom. "Er is geen Balmville zonder de Balmville Tree", vertelde een lokale krant. Er bleef een stomp van 4 meter over. Vele mensen namen stekken in de hoop de boom genetisch voort te zetten.
Op het moment van verwijdering was de Balmville tree 7,6 m in omtrek aan de basis en 25 m hoog. Hij was ooit 33,5 m hoog, maar de kroon moest al eerder ingekort worden na schade als gevolg van de Orkaan Floyd in 1999.

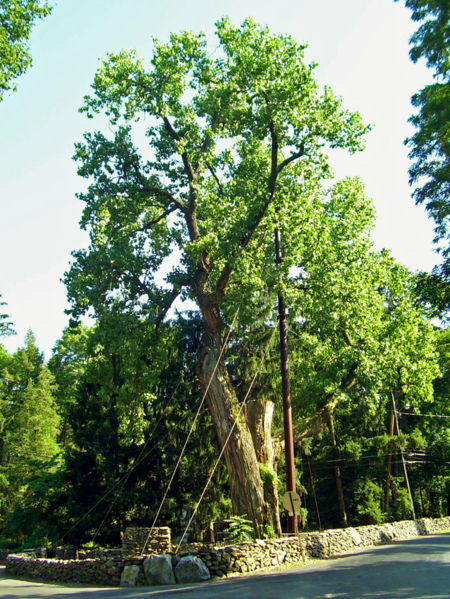
Balmville Tree
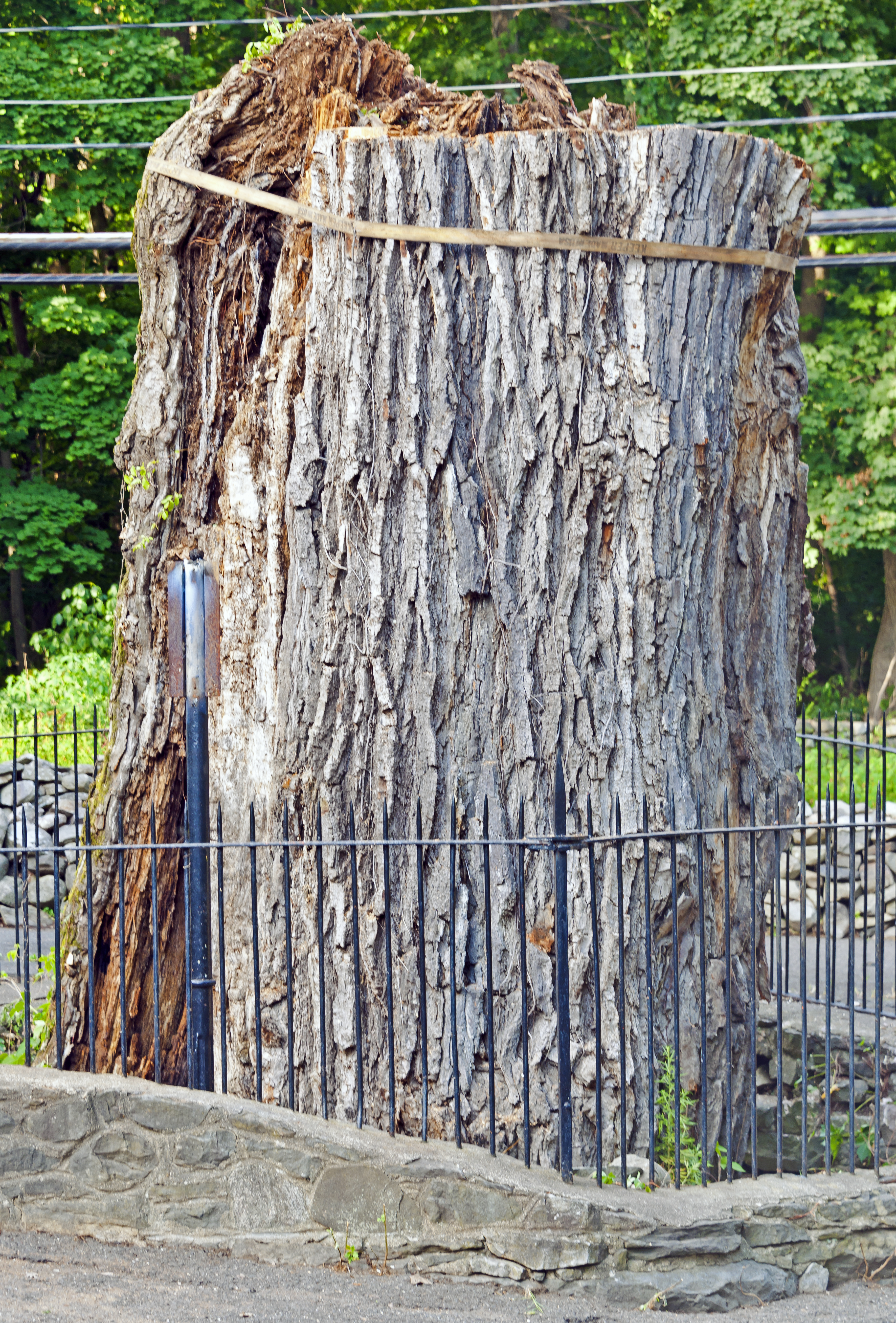
Restant na kap op 5 aug 2015

... ·  
P. ×acuminata · 
P. adenopoda · 
P. afghanica · 
P. alba (Witte abeel) · 
P. angustifolia (Smalbladige populier) · 
P. balsamifera (Ontariopopulier) · 
P. ×berolinensis (Siberische balsempopulier) · 
P. ×canadensis (Canadapopulier) · 
P. candicans · 
P. ×canescens (Grauwe abeel) · 
P. cathayana · 
P. davidiana · 
P. deltoides (Amerikaanse populier) · 
P. euphratica · 
P. fremontii · 
P.  grandidentata (Grofgetande populier) · 
P. guzmanantlensis ·  
P. heterophylla (Hartbladige populier) · 
P. ilicifolia · 
P. ×interamericana (Zwarte balsemhybride) · 
P. ×jackii · 
P. koreana · 
P.  lasiocarpa (Ruwe populier) · 
P. laurifolia (Laurierpopulier) · 
P. maximowiczii (Koreaanse balsempopulier) · 
P. mexicana · 
P. nigra (Zwarte populier) · 
P. nigra var. italica (Italiaanse populier) · 
P. rotundifolia · 
P. sieboldii · 
P. simonii (Chinese balsempopulier) · 
P. suaveolens · 
P. szechuanica · 
P. ×tomentosa ·  
P. tremula (Ratelpopulier) · 
P. tremuloides (Amerikaanse ratelpopulier) · 
P. trichocarpa (Zwarte balsempopulier) · 
P. tristis · 
P. wilsonii (Wilsonpopulier) · 
P. yunnanensis · 
...